# 財閥転向
財閥転向（ざいばつてんこう）とは、1931年以降に始まった財閥批判を鎮静化するために、財閥が行った改革である。

## 三井財閥の転向

### ドル買い事件
浜口雄幸首相と井上準之助蔵相が1930年に金解禁を行うと、世界恐慌が日本に波及して昭和恐慌になり、会社が次々に倒産し、大衆の失業や娘の身売りや欠食児童が日本じゅうに蔓延した。
そのような状況で、1930年から1931年に三井銀行が大量のドル買いを行ったところ、井上蔵相が国策に反する行為として批判し、マスコミが追随した。1930年上期に三菱銀行・安田銀行・第一銀行は収益が減少したが、三井銀行はドル買いで巨利を得て増収になったと、1930年8月22日に東京朝日新聞が報道して、三井を売国奴扱いした。その後、多くのマスコミがドル買いを金本位制堅持の国策に反する国賊的な投機として報道した。すると、世間も左翼も右翼も三井財閥を売国奴とみなして非難した。この頃から「財閥冨を誇れども、社稷を思う心なし」という歌詞の昭和維新の歌が流行した。
実は、このドル買いは正当な行為だった。三井銀行は東邦電力債・日本電力債・東京電灯債の外債を欧米で募集したのだが、その利払いのためと、先物約定取引を履行するために、必要な外貨を確保したのだった。また、英国の金本位制離脱に際して、三井銀行ロンドン支店の円貨八千万円が凍結されてしまって、二千四百万円の為替差損が生じた結果、1936年下期に千二百万円の損失を計上したのだが、取り付け騒ぎや金融恐慌の再来を恐れて、公表しなかった。
しかし、デマに踊らされた国民大衆は物事の実情を冷静に見ようとしなかった。デモ隊は三井銀行本店に乱入し、三井家に脅迫が相次いだだけでなく、1932年3月5日に三井合名理事長團琢磨が極右の血盟団員に暗殺された。

### 財閥転向
このように深刻な事態になったので、三井財閥は暗殺やテロの標的になるのを避けるために、自己改革して世間の反感を鎮静化する必要に迫られた。そこで、1933年4月か9月に、三井高棟が引退して三井高公が三井総領家当主・三井合名社長に就任し、三井銀行筆頭常務の池田成彬が三井合名筆頭常務理事に就任すると、二人で協力して財閥転向を開始した。

#### 三井報恩会
以前から三井財閥は寄付を行っていたが、1934年4月に三千万円を基金として、財団法人三井報恩会を設立すると、寄付の規模を劇的に拡大した。医療・福利厚生・教化事業・農村更生施設・失業対策・児童と婦人の保護・学術文化研究などに資金を助成して、四年間で総額六千万円（堀による）の寄付をした。百万円で購入したラジウムを癌研究所に寄付したり、懐柔するためにマスコミに寄付したり、満洲国借款供与や明治神宮・靖国神社清掃奉仕や思想犯転向者指導施設大孝塾研究所の建設費を全額補助するなど軍部にも寄付した。また北一輝を通して右翼団体にも寄付したので、二・二六事件の資金を提供するという結果になってしまった。初代理事長の米山梅吉は全国の癩療養所を訪れて患者を慰問するという奉仕活動も行った。

#### 三井一族の退陣
三井一族は直系会社の社長に就任していたものの象徴的存在にとどまり、実際には一族でない専門経営者が経営を任されていた。ところが、三井一族が財閥事業を指揮して私的独占物にしていると、世間は誤解し批判していた。そこで1934年1月から2月に池田成彬は三井一族を社長から引退させて、専門経営者を社長に据えた。三井源右衛門は三井銀行社長を引退し、三井守之助は三井物産社長を引退し、三井元之助は三井鉱山社長を引退した。他の三井一族も三井系各社のトップ・マネジメントから引退した。

#### 「三井」のない会社名
三井は従来から物産系の子会社には東洋高圧・東洋レーヨンのように「東洋」を用いていたが、転向後は広く適用して「三井」の代わりに「東洋」を用いるようにした。あるいは北海道人造石油・玉造船所のように地名を用いた。というのは、会社名には「三井」を用いずに、社会事業や慈善事業のみに「三井」を用いるべきだと、池田成彬が以前から考えていたからである。

#### 安川雄之助の解任
三井物産の筆頭常務だった安川雄之助は、大正末から昭和初期の不況下で利益至上主義的な経営姿勢により経営を拡大した。だが、満洲事変では張学良軍に塩を売り込み、上海事変では第十九路軍に鉄条網用針金を売り込むという国賊的な利敵行為を行い、中小商工業者が長年かけて開拓した国内外の市場を強力な資本力で横取りし、さらに、疲弊した農村の小生産業者を同業組合にして搾取していると、マスコミに批判された。また、東洋レーヨン株式公開ではスキャンダルになった不公平な配分を行ったと批判された。そこで池田成彬は三井財閥批判を鎮静化するために安川に勇退を迫ったが、聞き入れられなかった。だが三井高公が池田を強く支持すると、1934年1月に安川雄之助は三井物産筆頭常務を辞任した。一部のマスコミは、これを三井物産のコマーシャリズムの転向と報じた。安川の退陣後に、三井物産は国内の中小工業者を圧迫するような商売を辞めた。

#### 停年制
池田成彬は1936年4月に定年制導入を決定し、半年後に実施した。筆頭理事と参与理事は満65歳、常務理事と理事は満60歳、使用人は満50歳（或いは55歳）とし、三井合名・三井銀行・三井物産・三井鉱山・東神倉庫・三井信託・三井生命に適用した。池田自身が既に定年を過ぎていたので、4月30日に定年退職の第一号として三井合名理事を辞任し、世間で大きな反響を呼んだ。定年制によって古い経営方針を持つ経営陣が総退陣して、戦時体制に対応できる経営者に交代し、新生三井を印象づけた。三井の重役は収入や資産で財閥一族に準じる地位にあり、定年がないので役職に長く留まり固定した階級になっていたが、定年制によって在職期間を短くして、固定階級化を防いで、従業員が重役に昇進する可能性を拡大し、従業員の新規採用も拡大した。

#### 株式公開
三井報恩会の巨額な資金を調達するためと、三井財閥による事業独占の印象を薄めるために、池田成彬は株式公開を行った。1933年から翌年にかけて、大量の株式を放出した。三井合名は、王子製紙の旧株5万株と新株5万5千株を公開して持株比率を7.1%に下げ、北海道炭礦汽船の旧株2万株と新株7万株を売出して持株比率を13.3%に下げた（三井信託・三井鉱山の分を加えると37.6%）。三井鉱山は、三池窒素工業の2万5千株あるいは約10万株を売出して持株比率を87.5%に下げ、東洋高圧工業の7万5千株あるいは約20万株を公開して持株比率を81.2%に下げた。三井物産は東洋レーヨンの約33万株を売出して持株比率を45%に下げた（非公開的に財閥内部で所有されていた株式を一般に売り出したり、増資で新株を公募するのが「公開」で、すでに一般に公開されて株式市場で売買されているが、財閥資本が保有して市場から引き上げていた株式の一部を一般に売り出すのが「売出」である）。その他に三井銀行、東京電灯、小野田セメント、台湾電力、北樺太鉱業等の株式を売却した。
さらに、1940年に三井物産が財閥本社の三井合名を吸収合併して、新しい財閥本社になり、株式会社になった。1942年には、その三井物産が総株数の四分の一である15万株を株式公開して、14万株を三井系企業と社員に分譲し、1万株を取引所関係に公開した。一方では、転向による大規模な寄付と戦時の重い税負担によって、財閥同族の資本蓄積が大幅に減少した。他方では、重化学工業を拡充するために莫大な増資資金が必要になった。それで閉鎖的な支配を犠牲にして、一般大衆から社会的資金を動員せざるを得なくなった。そこで、まず事業会社の株式を公開し、次に財閥本社を株式会社にして、株式を公開したのである。但し、公開・売出したのは傍系会社と直系子会社の株式だけであり、しかも直接、生命保険会社に売りに出すケースが多かった。
しかし、三井物産が貿易事業を営みながら三井財閥全体の持株会社としての役目を担うのは不都合な点が多かった。そのため1944年に再び組織再編が行われ、三井物産は株式会社三井本社と改称して純粋な持株会社となり、商事会社として三井物産を新たに設立した。

## 他の財閥の転向
他の財閥は三井のような批判には曝されなかったが、三井に倣って、寄付や株式公開などの財閥転向を行い、財閥一族が富を独占して経済を支配しているというイメージをなくそうとした。その結果、財閥の特徴である同族的封鎖性（同族以外は参加させないこと。）が弱まった。

### 三菱財閥
三菱財閥は以前から寄付行為を行っていたのだが、1932年頃に財閥転向によってより大規模に寄付を行うようになった。すると寄付の申請件数が増大したので、寄付申請を審議するための組織を設置する必要に迫られて、「寄付委員会」を設立した。そして三井には及ばないが、軍事関係や教育事業に寄付を行った。既に、1927年に三菱信託を設立した時に三菱と岩崎家は27万株だけを持ち、残りの33万株を縁故募集し、1929年3月に三菱銀行を倍額増資した時に新株50万株のうち23万5千株を縁故募集して、プレミアム総額587万5千円を得ていた。1934年3月には「三菱精神綱領」を発表し、利益独占を避けて三菱を大衆化すると宣言した。1934年7月に一般公衆に三菱重工の株式を公開・売出した。合計40万株を売出し、その内の25万株を一株65円（50円払込済み）で公募したところ、4万5千人以上が応募した。これによって獲得したプレミアム600万円を教育研究基金や社会事業に寄付した。これにより三菱合資の持株比率が90%から58.8%に低下したが、過半数は維持した。一般公衆を対象にしたのはこの一社だけであり、他のケースでは縁故者に限定した。また、三菱合資を関連会社の経営から外して、ホールディング・カンパニーにしただけでなく、岩崎一族を関連会社の経営から外した。
1937年12月に財閥本社である三菱合資を株式会社三菱社に改組し、1940年に2.4億円に倍額増資すると、三菱系企業の大株主と社員・功労者の2万人に限定して増資新株を公開した。この結果、岩崎同族の出資比率が50%になった。
さらに1943年には三菱社を三菱本社に改称した。三菱電機と三菱倉庫も増資して株式公開した。

### 住友財閥
住友財閥は1934年2月に住友肥料製造所を住友化学工業に改称し、倍額増資すると、一部の株を社員と縁故者に公開したが、50円払込済みの旧株を75円で、12円50銭払込済みの新株を37円50銭で、それぞれ25円のプレミアムをつけて売った。住友金属の株も従業員や縁故者に売り出した。
1937年3月に財閥本社である住友合資が株式会社住友本社となり、1945年に倍額増資を行って、新株30万株のうち5万株を公開したが、相手を住友系の銀行・信託・生命の三社に限定して、一般には公開しなかった。

### 浅野財閥
浅野財閥は、浅野造船所を鶴見製鉄造船に改称、浅野小倉製鋼所を小倉製鋼に改称し、会社名から「浅野」をなくして、一般公衆資本の導入に備えた。1934年に、財閥本社である浅野同族会社が小倉製鋼の株式4万株を公開し売却して463万円の利益を得た。鶴見製鉄造船に関しては、1937年に5万株を価格65円（50円払込済み）で売却して325万円を得ると、その翌年に5万8千株を価格84.5円（50円払込済み）で売却し490.1万円を得て、さらに5万8千株を価格45円（12.5円払込済み）で売却して261万円を得た。

### 古河財閥
1941年に古河石炭鉱業株式会社が、古河財閥本社である古河合名を合併して古河鉱業に改称し、翌年に、資本金を3014万円から5000万円に増資すると、新株39万7200株のうち30万株を公開した。その内の27万株を銀行や保険会社や古河系企業の株主社員に割当て、3万株だけを上場した。

### 大倉財閥
1943年に大倉鉱業株式会社が、大倉財閥本社である合名会社大倉組を合併して、新たな財閥本社になったが、ほとんど株式を公開しなかったので、財閥解体時に大倉一族が93%の株式を保有していた。

### 安田財閥
安田財閥は金融財閥なので、社会的資金を導入する必要性が弱かったため、財閥本社である安田保善社を株式会社に改組しなかった。

## 評価

### 三井の財閥転向の評価

#### 当時の評価
三井報恩会の三千万円という莫大な寄付を実行できたのは、三井財閥がそれまでに巨大な搾取を行ってきた証拠だと揶揄されてしまって、世間の反感を緩和できなかった。株式公開は当初、三井財閥が利益の独占を放棄して大衆に利益を公開すると、センセーショナル報道された。だが、株式公開がごく一部に留まり、ほとんどの株式を財閥が所有し続けたために、マスコミや青年将校は根本的改革とは見做さなかった。三井財閥に対する世間の反感はとても激しいものだったために、財閥転向はかえって人心の反発を招き、欺瞞政策として白眼視され、「社会的偽装」であると批判された。

#### 研究者の評価
三井報恩会は、一方で財閥批判の鎮静化が目的であり、他方で石炭液化研究や人造繊維研究の資金助成は三井系企業で事業化するという私的利益のためであるから、偽装であるという否定的評価や、搾取一点張りから転じたのは画期的だとの肯定的評価もある。三井一族の退陣は、外観を変えただけという否定的評価や、所有と経営を分離して専門経営者へのシフトを促進して経営を強化したという肯定的評価がある。安川雄之助の退陣は、営利第一主義が改善されたと肯定的に評価されている。定年制は、古い伝統の精算や、財閥人事の近代化や、新時代への適応能力強化や、三井合名の持株会社化という肯定的評価がある。株式公開は、一方では利益を独占しているという財閥批判を緩和するためだが、他方ではプレミアムつきで株式を販売して重化学工業化の事業資金を調達するためだと考えられている。しかも株式の売却先は財閥内部の企業に集中しているので、直系企業に肩代わりさせただけの偽装だと評価されているが、借入金でなく株式売却で資金を調達したのは財閥を世間に開かれたものにするためだとの評価もある。2021年の研究で永谷健は池田成彬による三井の財閥転向を、過激化する財閥批判を緩和して収束に導いた「驚くほど効果的な策」であり、独善的な財閥というイメージを国益や大衆を尊重する財閥というイメージに変えたと高く評価している。三井報恩会により利他的で献身的な国家報恩の三井財閥というイメージを創り、株式公開で大衆が株主として三井財閥に参画できるようにし、三井一族の辞任と定年制で経営権を大衆に開き、財閥と大衆の「浸透的な融和」を目指したと評価している。ただし左翼の批判には対応しなかったので、従業員と労働者の待遇改善はなかったと述べている。

### 全ての財閥の転向の評価
財閥は重化学工業化の資金を調達するために、まず傘下企業の株式公開と売出を行った。だが、それだけでは国策に従って軍需産業に投資する資金が不足したので、さらに資金調達するために、財閥本社を株式会社に改組して財閥本社の株式を部分的に公開・売出した。また、株式会社化は、税負担を軽減したり傘下企業の支配を維持するという側面もあった。つまり、傘下の親子会社が株式を相互に持ち合ったので、財閥一族の代わりに同系の会社が株主になっただけで、財閥の閉鎖性はある程度弱まっただけで維持された。以上のように評価されている。